# Плазмодесмы

Схема строения плазмодесмы

Плазмоде́смы (англ. plasmodesmata) — цитоплазматические мостики, соединяющие соседние клетки растений. Плазмодесмы проходят через канальцы поровых полей первичной клеточной стенки. Благодаря плазмодесмам растительные клетки образуют многоклеточные структуры — симпласты, в пределах которых между клетками напрямую передаются ионы и малые молекулы (в том числе сигнальные молекулы). Плазмодесмы могут закрываться и открываться. Многие вирусы растений увеличивают размер пор плазмодесм, чтобы обеспечить транспорт вирусных частиц через клетки.

## Строение и образование
Плазмодесмы образуются в ходе последнего этапа деления растительных клеток — цитокинезе, когда дочерние клетки окончательно отделяются друг от друга. В новообразованных клеточных стенках остаются поры, соединяющие цитоплазмы соседних клеток. Плазмодесмы формируются, если при формировании клеточной пластинки в неё попадают трубочки эндоплазматического ретикулума (ЭПР). При этом мембраны соседних клеток и трубочки ЭПР не сливаются друг с другом. Вместо этого трубочка ЭПР оказывается разделённой на две части, которые находятся в соседних клетках и соединены узким перешейком. Перешеек же залегает в канале в клеточных стенках соседних клеток и окружён цитоплазмой. Его также называют десмотубулой. Плазмодесмы, сформированные при цитокинезе, называются первичными. Однако иногда плазмодесмы соединяют клетки, не являющиеся продуктом одного деления; такие плазмодесмы называются вторичными. Вторичные плазмодесмы образуются при локальном утоньшении стенки между двумя клетками, и в образующееся отверстие каким-то образом вставляется трубочка ЭПР.
Типичная растительная клетка имеет от 103 до 105 плазмодесм. В меристемах растений плазмодесмы обычно расположены диффузно. В клетках корневой меристемы лука на 1 мкм² приходится 6—7 плазмодесм, а у мужского папоротника — 10—20 плазмодесм.

## Функции

Молекулы перемещаются между растительными клетками через плазмодесмы (симпластный путь)

Плазмодесмы объединяют растительные клетки в одну большую структуру, которая называется симпласт. В пределах симпласта через плазмодесмы проходят электрические сигналы, ионы и небольшие водорастворимые молекулы, включая аминокислоты, сахара, мРНК, малые интерферирующие РНК и белки (в том числе транскрипционные факторы). Ионы и молекулы проходят через плазмодесмы с помощью простой диффузии. Диаметр пор плазмодесм может изменяться, обеспечивая возможность настройки избирательной проницаемости плазмодесм.
Иногда молекулы доставляются к плазмодесмам с участием актиновых филаментов: плазмодесмы, как правило, располагаются в тех местах клеточной стенки, где сосредоточен актиновый цитоскелет. Актиновые филаменты служат основой очень активной системы, обеспечивающей перенос метаболитов на значительные расстояния по цитоплазме вакуолизированных растительных клеток. Нити актина направляют ток цитоплазмы, который и направляет молекулы к плазмодесмам. Актиновые нити могут прикрепляться к клеточным стенкам при помощи особой, уникальной для растений формы миозина. В порах плазмодесм тоже обнаружены тонкие актиновые нити и молекулы миозина. Возможно, диаметр пор меняется именно благодаря их сокращению и расширению.
Многие патогены растений — вироиды и вирусы — переносятся между клетками посредством плазмодесм, несмотря на свои большие размеры. Дело в том, что вирусы экспрессируют белки, которые расширяют поры плазмодесм, делая возможным транспорт даже довольно крупных вирусных частиц. Механизм действия этих белков пока не известен.